# Caspia
Caspia is een geslacht van weekdieren uit de klasse van de Gastropoda (slakken).

## Soorten
- Caspia abbreviata Roshka, 1973 †
- Caspia amnicolaeformis Roshka, 1973 †
- Caspia andrusovi (Pavlović, 1927) †
- Caspia antoninae Roshka, 1973 †
- Caspia baerii Clessin & W. Dybowski, 1887
- Caspia basicarinata Roshka, 1973 †
- Caspia boeckhi (Lörenthey, 1902) †
- Caspia brotzkajae Starobogatov in Anistratenko & Prisjazhnjuk, 1992
- Caspia compacta Jekelius, 1944 †
- Caspia complementia Anistratenko & Gozhik, 1995 †
- Caspia dacica Pană in Andreescu et al., 1985 †
- Caspia dybowskii Brusina, 1892 †
- Caspia frauenfeldi (Hörnes, 1856) †
- Caspia gaillardi (Tadjalli-Pour, 1977)
- Caspia gmelinii Clessin & W. Dybowski, 1887
- Caspia katlabuhensis Roshka, 1973 †
- Caspia knipowitchi Makarov, 1938
- Caspia kojumdgievae Roshka, 1973 †
- Caspia krambergeri (Lörenthey, 1902) †
- Caspia laevigata Jekelius, 1944 †
- Caspia latior (Sandberger, 1886) †
- Caspia logvinenkoi (Golikov & Starobogatov, 1966)
- Caspia maeotidiaeformis Roshka, 1973 †
- Caspia magna Pană, 2003 †
- Caspia milae Boeters, Glöer & Georgiev, 2015
- Caspia nitida (Pavlović, 1927) †
- Caspia obtusa Brusina, 1892 †
- Caspia pallasii Clessin & W. Dybowski, 1887
- Caspia parva Roshka, 1973 †
- Caspia pregmelini (Gillet & Geissert, 1971) †
- Caspia producta Jekelius, 1944 †
- Caspia stanislavi Alexenko & Starobogatov, 1987
- Caspia valkanovi (Golikov & Starobogatov, 1966)